# Corinna buccosa
Corinna buccosa is een spinnensoort uit de familie van de loopspinnen (Corinnidae).
De wetenschappelijke naam van de soort werd in 1896 gepubliceerd door Eugène Simon.